# Stephen Foster (Politiker, † 1458)
Sir Stephen Foster (* um 1400; † 4. Dezember 1458) war ein Londoner Händler und Lord Mayor of London.

## Leben
Er war der Sohn des Händlers Robert Foster aus Staunton Drew in Somerset, der 1385 auch einen Wohnsitz in London erwarb. Stephen Foster war Mitglied der Londoner Gilde Worshipful Company of Fishmongers und betätigte sich hauptsächlich als Fischhändler, der Stockfisch aus Island importierte. Er handelte aber auch Zinn aus Cornwall gegen Seide und Gewürze aus Venedig. Als Stephen Foster seine Rechnungen nicht begleichen konnte, musste er in das Schuldgefängnis im Stadttor Ludgate. Es war üblich, dass die Gefangenen die an dieser Stelle zahlreich durch das Tor gehenden Menschen anbetteln mussten, um ihre Verköstigung zu gewährleisten. So kam es, dass eines Tages eine wohlhabende Witwe aus Kent angesprochen wurde, die gerade das Stadttor passierte. Im Gespräch mit dem bettelnden Foster erfuhr sie die Höhe der Summe, weswegen er dort einsaß. Sie entrichtete die, für damalige Verhältnisse beträchtliche, Summe von 20 Pfund und Foster gelangte in Freiheit und in Diensten seiner Gönnerin, welche er später, als erfolgreicher Geschäftsmann, auch heiratete.
1434 wurde Stephen Foster als Abgeordneter für London ins House of Commons des Englischen Parlaments gewählt. Von 1444 bis 1458 war er Alderman des Londoner Stadtbezirks Bread Street Ward. Für die Amtsperiode 1444/45 wurde er zum Sheriff of London gewählt und 1454/55 zum Lord Mayor of London. Spätestens 1454 wurde er zum Knight Bachelor geschlagen.
Stephen und seine Gattin Agnes Foster vergaßen nie den schrecklichen Ort ihrer Begegnung. So konzipierten sie eine menschenwürdigere Erweiterung des Schuldgefängnisses im westlichen Stadttor und begannen alsbald mit dem Abriss und Neubau. Stephen Forster starb 1458 und wurde auf dem Friedhof von St Botolph Billingsgate beerdigt. Seine Witwe führte das Projekt 1463 zu Ende. Zuvor erreichte sie noch bei einem von Stephens Nachfolgern im Amt des Lord Mayor, Matthew Philip, dass die Gefangenen nicht mehr selbst für ihre Unterkunft und Verpflegung aufzukommen hatten.

## In der Literatur
Agnes und Stephen Foster erscheinen als Figuren in William Rowleys Theaterstück A New Wonder, a Woman Never Vexed, welches auf den Ereignissen ihres Lebens basiert.